# Uzdrowienie niewidomego w Betsaidzie

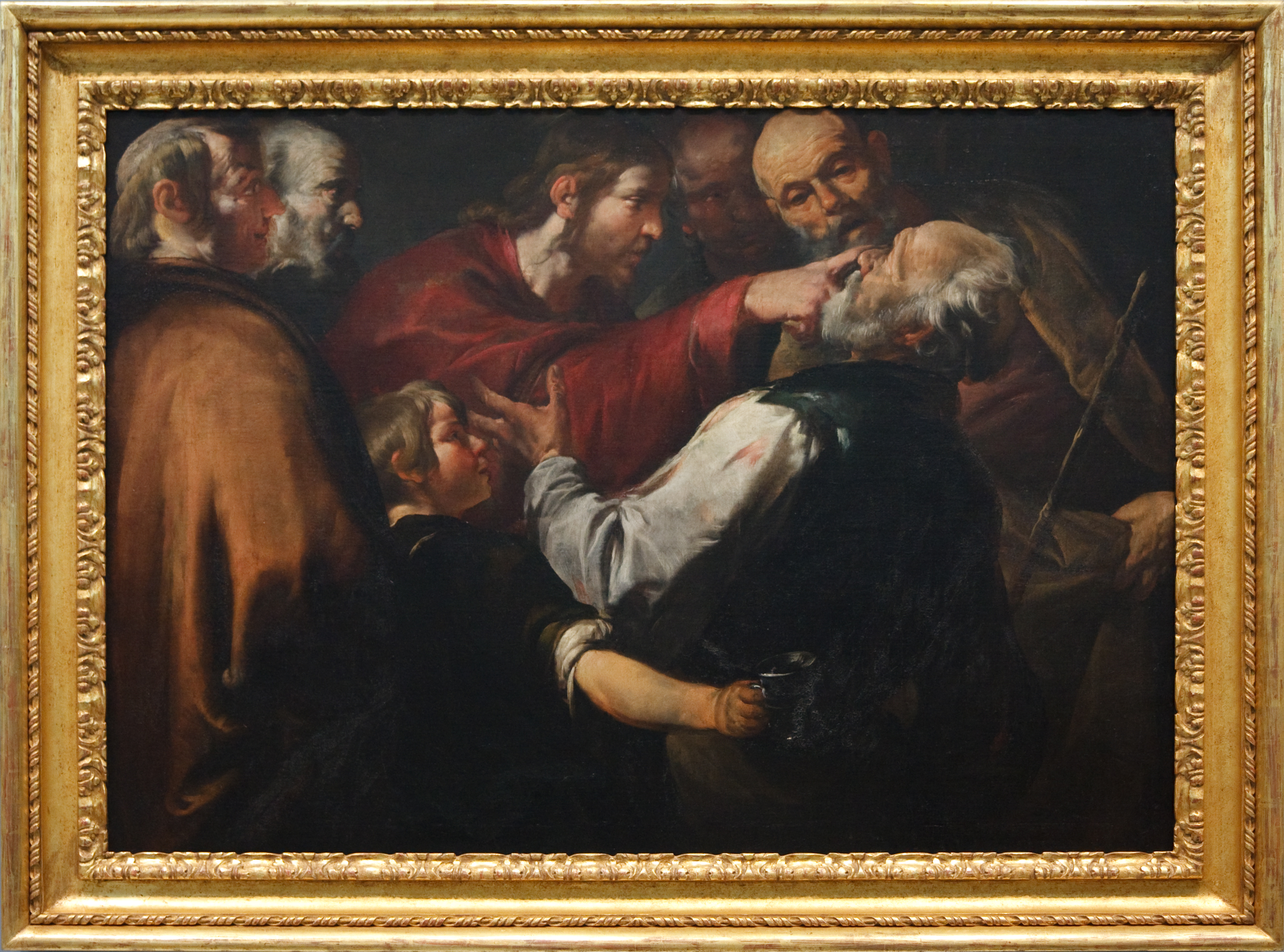
Chrystus uzdrawia niewidomego, Gioacchino Assereto

Uzdrowienie niewidomego w Betsaidzie – cud Jezusa dokonany podczas jego publicznej działalności w Galilei w okolicach Betsaidy, opisany w Ewangelii Marka.

## Treść przekazu ewangelicznego
Ewangelista Marek umieszcza opis cudu uzdrowienia niewidomego po drugim rozmnożeniu chleba, ponownym żądaniu znaku i dialogu z uczniami dotyczącego przebiegłości faryzeuszy. W Betsaidzie przyprowadzono do Jezusa niewidomego i poproszono o uzdrowienie go. Jezus wyprowadził go poza zabudowania, namaścił jego oczy własną śliną i włożył na niego ręce. Po ponownym nałożeniu rąk niewidomy zaczął widzieć.

## Markowy opis cudu
Tekst w tabeli został zaczerpnięty z Biblii Tysiąclecia.
| Ewangelia wg św. Marka rozdz. 8 |
| --- |
| 22Potem przyszli do Betsaidy. Tam przyprowadzili Mu niewidomego i prosili, żeby się go dotknął. 23On ujął niewidomego za rękę i wyprowadził go poza wieś. Zwilżył mu oczy śliną, położył na niego ręce i zapytał: «Czy widzisz co?» 24A gdy przejrzał, powiedział: «Widzę ludzi, bo gdy chodzą, dostrzegam ich niby drzewa». 25Potem znowu położył ręce na jego oczy. I przejrzał on zupełnie, i został uzdrowiony; wszystko widział teraz jasno i wyraźnie. 26Jezus odesłał go do domu ze słowami: «Tylko do wsi nie wstępuj!». |

## Historyczność i lokalizacja
W Ewangelii Marka zachowały się najstarsze ślady tradycji dwóch charakterystycznych gestów Jezusa: użycie śliny i nałożenie rąk. W obu przypadkach Chrystus wykorzystał elementy materialne, jak ślina i błoto. Dwuetapowość uzdrowienia miała sens katechetyczny w toku redakcji Marka. Podobnie jak uczniowie nie od razu zrozumieli i pojęli kim jest Mistrz z Nazaretu, podobnie niewidomy najpierw zobaczył jakby w zarysie, a dopiero po powtórnym nałożeniu rąk z całą wyrazistością. Sens redakcyjny umieszczenia opisu w tym konkretnym miejscu w ewangelii, tuż przed wyznaniem wiary Szymona Piotra, nie przeczy historyczności wydarzenia.
Betsaida została zlokalizowana przez archeologów izraelskich w 1989 na północ od Jeziora Tyberiadzkiego. Nie odnaleziono pozostałości chrześcijańskiego sanktuarium, które miałoby upamiętniać cud uzdrowienia niewidomego. Do poznania historii osady w czasach herodiańskich przyczyniły się również prace polskich archeologów w latach 1998-2000 pod kierunkiem Ilony Skupińskiej-Løvset. Na terenie wykopalisk istnieje udostępniany zwiedzającym izraelski park archeologiczny.